# الحرور (العدين)

تعديل مصدري - تعديل

الحرور محلة تابعة لقرية قصيع العمارنة، التابعة لعزلة العمارنة بمديرية العدين إحدى مديريات محافظة إب في الجمهورية اليمنية، بلغ تعداد سكانها 82 حسب تعداد اليمن لعام 2004.